# Schistostoma stuckenbergi
Schistostoma stuckenbergi är en tvåvingeart som beskrevs av Chvala 1991. Schistostoma stuckenbergi ingår i släktet Schistostoma och familjen styltflugor. Inga underarter finns listade i Catalogue of Life.